# هنینگزدورف
شهر هنینگزدورفدر ایالت برندنبورگ در کشور آلمان واقع شده‌است.